# Silene acaulis
Silene acaulis, llamada silene musgo,  es una planta pequeña perteneciente al género Silene dentro de la familia Caryophyllaceae. 

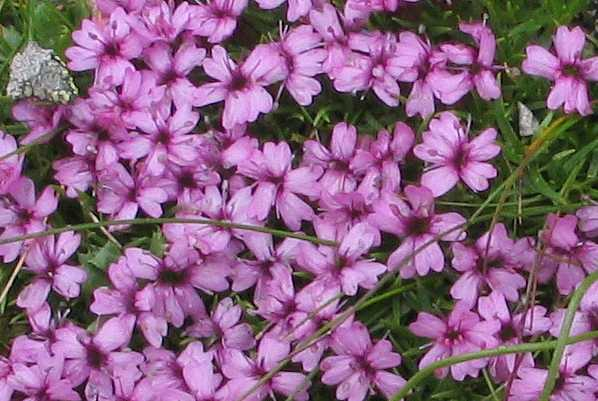
Flores

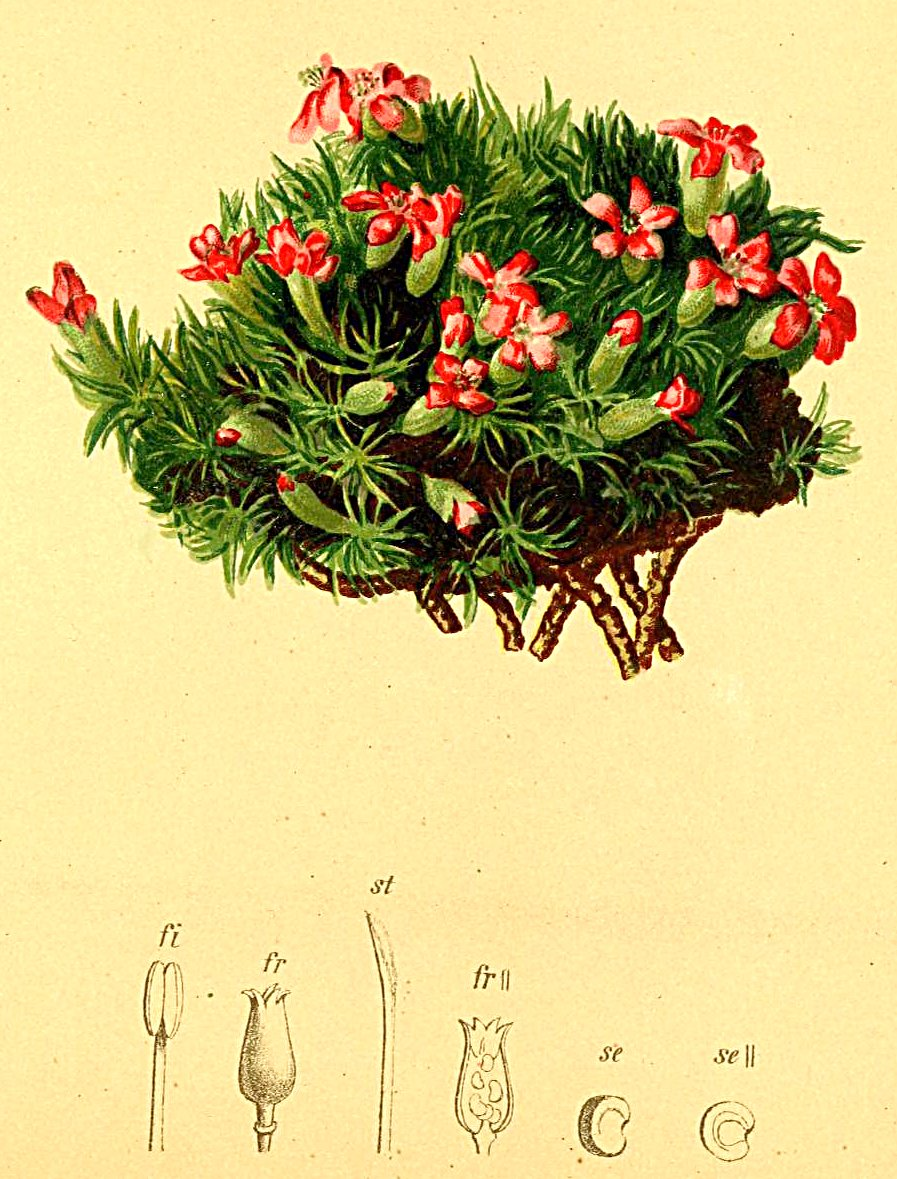
Ilustración

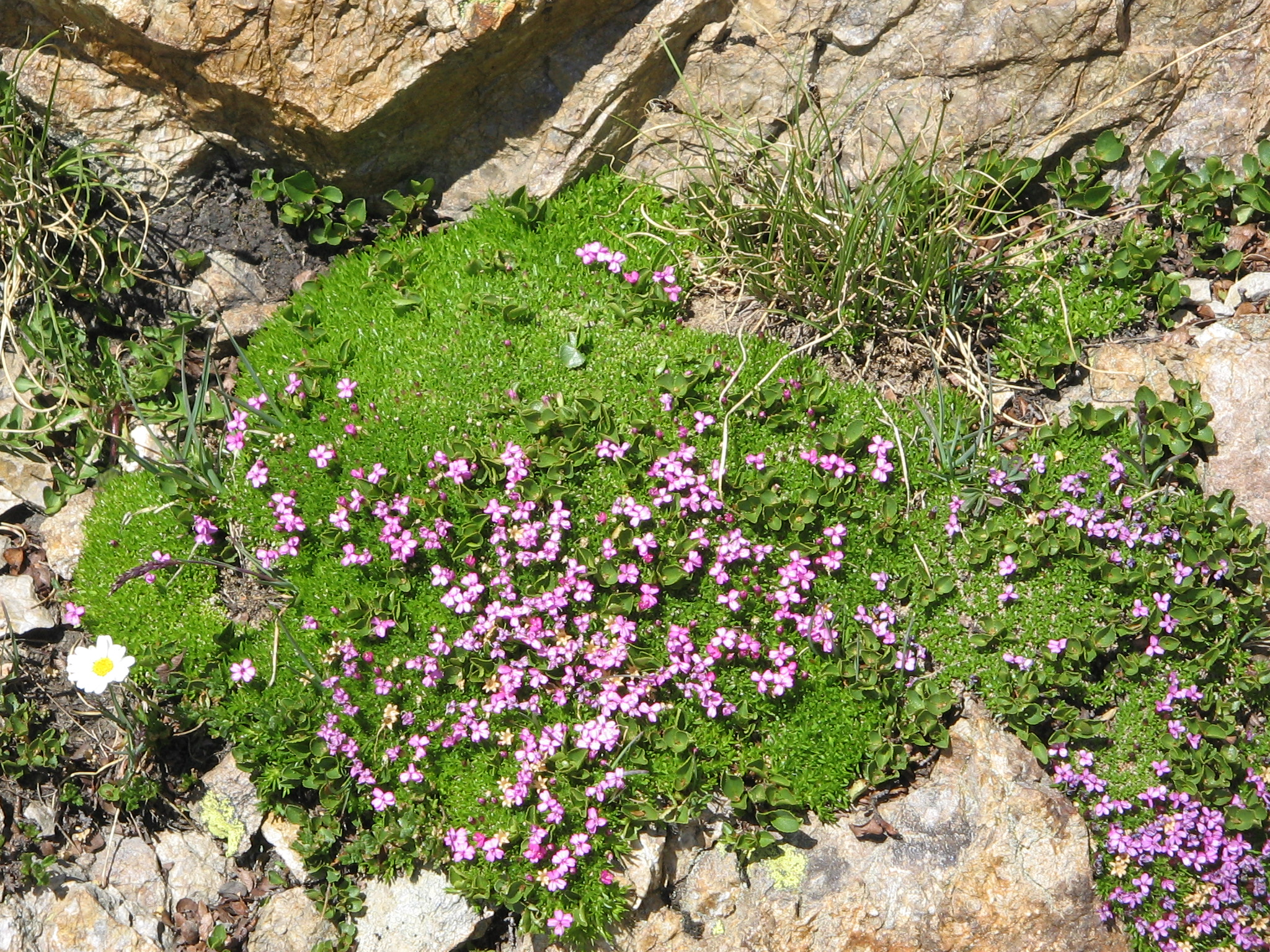
En su hábitat

## Descripción
Silene acaulis presenta formaciones densas formando almohadillas abovedadas que están integradas por tallos largos con cuatro o cinco hojas verdes pequeñas en su ápice y muchos remanentes de hojas viejas debajo. 
Las almohadillas tienen una raíz primaria, sólida, y muy larga. Las hojas son estrechas con los pelos tiesos cortos en el margen. Flores de color rosa (raramente blanca), numerosas, raramente más de una en cada tallo. Los pétalos son distintamente más largos que el cáliz. 
La Silene acaulis o musgo que echa flores, florece primero en la parte orientada al sur de las almohadillas, más adelante en el lado norte. Tiene una estación de floración larga, de junio a septiembre. Crece principalmente en lugares secos, de gravas, pero también en lugares más húmedos. Con las almohadillas produce su propio microclima, una temperatura más cálida que la circundante, con altas temperaturas en su interior, cuando sale el sol.

## Localización
Silene acaulis es común en las zonas árticas y sobre las montañas más altas de Europa (Alpes, Cárpatos, Urales, Pirineos, islas británicas, islas Feroe).

## Taxonomía
Silene acaulis fue descrita por Jacq. y publicado en Enumeratio Stirpium Pleraumque, quae sponte crescung in agro Vindobonensi 78, 242. 1762.
Etimología
El nombre del género está ciertamente vinculado al personaje de Sileno (en griego Σειληνός; en latín Sīlēnus), padre adoptivo y preceptor de Dionisos, siempre representado con vientre hinchado similar a los cálices de numerosas especies, por ejemplo Silene vulgaris o Silene conica. Aunque también se ha evocado (Teofrasto via Lobelius y luego  Linneo)  un posible origen a partir del Griego σίαλoν, ου, "saliva, moco, baba", aludiendo a la viscosidad de ciertas especies, o bien σίαλος, oν, "gordo", que sería lo mismo que la primera interpretación, o sea, inflado/hinchado.
acaulis: epíteto latino que significa "sin peciolo".
Sinonimia
- Cucubalus acaulis L.
- Cucubalus muscosus Lam.
- Lychnis acaulis (L.) Scop.
- Oncerum acaule (L.) Dulac
- Silene elongata Bellardi
- Silene exscapa All.
- Xamilenis uniflora Raf.

subsp. bryoides (Jord.) Nyman
- Silene bryoides Jord.[3]

## Nombres comunes
- Castellano: clavel rastrero, látigo del diablo, silene sin tallo, musgo florido.[4]